# بشناق (الوطن العربي)
البشناق هو لقب شائع بين بلاد الشام من أصل بوسني. أولئك الذين يشاركون هذا اللقب هم من نسل البشناق الذين اضطهدوا وهُجِّروا تحت الحكم المسيحي بعد الاحتلال النمساوي المجري للبوسنة والهرسك عام 1878، فهاجروا إثر ذلك إلى تركيا، وبلاد الشام، والسعودية، والكويت، وتونس، والمغرب.
على الرغم من أنهم ليسوا في الأصل من عائلة واحدة، إلا أن معظم البشناق الذين هاجروا إلى بلاد الشام اعتمدوا البشناق كلقب عائلي، مما يدل على أصولهم. تُستخدم البشناق أيضًا بين السوريين والفلسطينيين والأردنيين للإشارة إلى شخص ذو بشرة فاتحة وحسن المظهر.

## التاريخ
حدثت حركة أكثر جوهرية بعد عام 1878، عندما احتلت الإمبراطورية النمساوية المجرية - التي يحكمها آل هابسبورغ - البوسنة، ما يُعرَف بالأزمة البوسنية. فطُرِد إثر ذلك مسلمو البلقان، واستمرت الهجرة البوسنية خلال هذه الفترة، وتصاعدت بعد ضم البوسنة والهرسك عام 1908. هاجر الكثيرون إلى أجزاء مما يعرف الآن بتركيا الحديثة، بينما استقر عدد أقل في سوريا العثمانية (سوريا الحديثة وفلسطين ولبنان والأردن).
في فلسطين، يمكن العثور على البشناق في قيسارية حيث بنوا مسجدًا في عام 1878. نظرًا لقلة عددهم وعيشهم مع العرب في قيسارية، فقد اندمج هؤلاء المهاجرون الناطقون باللغة البوسنوية في النهاية مع السكان العرب المحليين. حدث وضع مماثل للبشناق في سوريا ولبنان والأردن وتركيا.
مع استمرار الاحتلال النمساوي المجري للبوسنة والهرسك منذ عام 1878، هُحِّر مسلمون آخرون من البشناق إلى الشرق الأوسط وشمال إفريقيا. بشكل رئيس المملكة العربية السعودية، والكويت، والمغرب وتونس.

## شخصيات بارزة تحمل اللقب
- رامز بشناق (1976-2000): فلسطيني قُتِل على يدي الشرطة الإسرائيلية في أثناء الانتفاضة الفلسطينية الثانية.
- سوزان بشناق (مواليد 1963): رسامة كويتية ابنة محمد بشناق.
- ضرغام بشناق: ( مواليد 1964 ) : فنان وملحن موسيقي من مواليد  الاردن .
- سعود بشناق: مؤلف أفلام عربي كندي.
- محمد بشناق (1934-2017): فنان فلسطيني (رسام ونحات).
- لطفي بشناق (مواليد 1952): مُغني تونسي.
- حميد بوشناق (مواليد 1969): مغني مغربي.
- لورا بشناق (مواليد 1976): مصورة فلسطينية من مواليد الكويت.

## طالِع أيضًا
- بشناق سوريا
- بشناق تركيا
- الرماة
- المجراب
- الأروميون

## الملاحظات والمراجع
1. 1 2  أميرة هاس (25 تشرين الأول 2002). "إنها الحفر". في الأصل هاآرتس، أعادت نشره مجلة تعايش. مؤرشف من الأصل في 2008-11-20. اطلع عليه بتاريخ 2008-11-12. {{استشهاد ويب}}: تحقق من التاريخ في: |تاريخ= (مساعدة)
2. ↑  إبراهيم المراشي. "العرب البوسنيون؟: الشرق الأوسط وأمن البلقان" (PDF). ص. 4. مؤرشف من الأصل (PDF) في 2020-05-18. اطلع عليه بتاريخ 2008-11-12.

### الفهرس
- خليفة، سهر (2005). الميراث. القاهرة ونيويورك، نيويورك: قسم النشر بالجامعة الأمريكية بالقاهرة. ISBN:978-977-424-939-6.